# ...E far l'amore/Piccoletta mia
...E far l'amore/Piccoletta mia è un singolo del cantautore Gianni Davoli pubblicato nel 1977.

## Descrizione
Il disco include due canzoni pubblicate nel 1977 con la casa discografica Cinevox. Entrambe le tracce sono racchiuse nell'album Amore e favole pubblicato otto anni dopo.

## Tracce
1. ...E far l'amore – 4:25 (G.Mazza, A.De Sanctis, G.Davoli, S.Iovane)
2. Piccoletta mia – 3:46 (G.Mazza, S.Longo, G.Davoli, U.Caldari)